# Хромцов Олег Віталійович
Олег Віталійович Хромцов (30 травня 1983, Рибниця, Молдавська РСР) — молдовський футболіст, нападник.

## Клубна кар'єра
Виступав за команди «Тирас», «Шериф», «Тилігул», «Борисфен», ФК «Хімки», «Аланія», «Динамо» (Мінськ), «Дніпро» (Черкаси), «Волинь», «Туран» (Товуз).
В 2017 році в складі «Жетису» став переможцем у Першій лізі Казахстану.
У 2020 році Олег повернувся до складу клубу «Акжайик».
У складі національної збірної Молдови провів лише одну гру 31 березня 2004 року проти збірної Азербайджану.